# NGC 6646
NGC 6646 is een spiraalvormig sterrenstelsel in het sterrenbeeld Lier. Het hemelobject werd op 26 juni 1802 ontdekt door de Duits-Britse astronoom William Herschel.

## Synoniemen
- UGC 11258
- MCG 7-38-8
- ZWG 228.10
- PGC 61944